# Пушистохвостый олинго
Пушистохвостый олинго (лат. Bassaricyon gabbii) — млекопитающее из рода олинго семейства енотовых. Видовое латинское название дано в честь американского палеонтолога Уильяма Мора Габба (1839—1878).

## Описание
Длина тела 35—47 см, хвоста 40—48 см. Масса тела 0,97—1,5 кг. Самки и самцы одинакового размера. Окраска от серо-бурой до желтоватой, хвост в слабо выраженных кольцах.
Диплоидное число хромосом — 38.

## Ареал и места обитания
Распространён в западной Колумбии, северном Эквадоре, центральном Никарагуа, Панаме и Коста-Рике. Обитает возле водоёмов в вечнозелёных лесах и на лесных опушках, высоко в кронах деревьев, от уровня моря до высоты 2000 м.

## Размножение
Сезон размножения не выражен. Беременность длится 73—74 дня. Единственный детёныш рождается с закрытыми глазами. Вес новорождённого около 55 г. Глаза открываются через 27 дней. Твёрдой пищей начинает питаться в возрасте 2 месяцев. Половозрелость наступает в возрасте 21—24 месяцев.

## Охрана
Охраняется законом в Колумбии. Занесён в Приложение III CITES в Коста-Рике. МСОП внесён в список видов с низким риском.